# Salva-orelhas

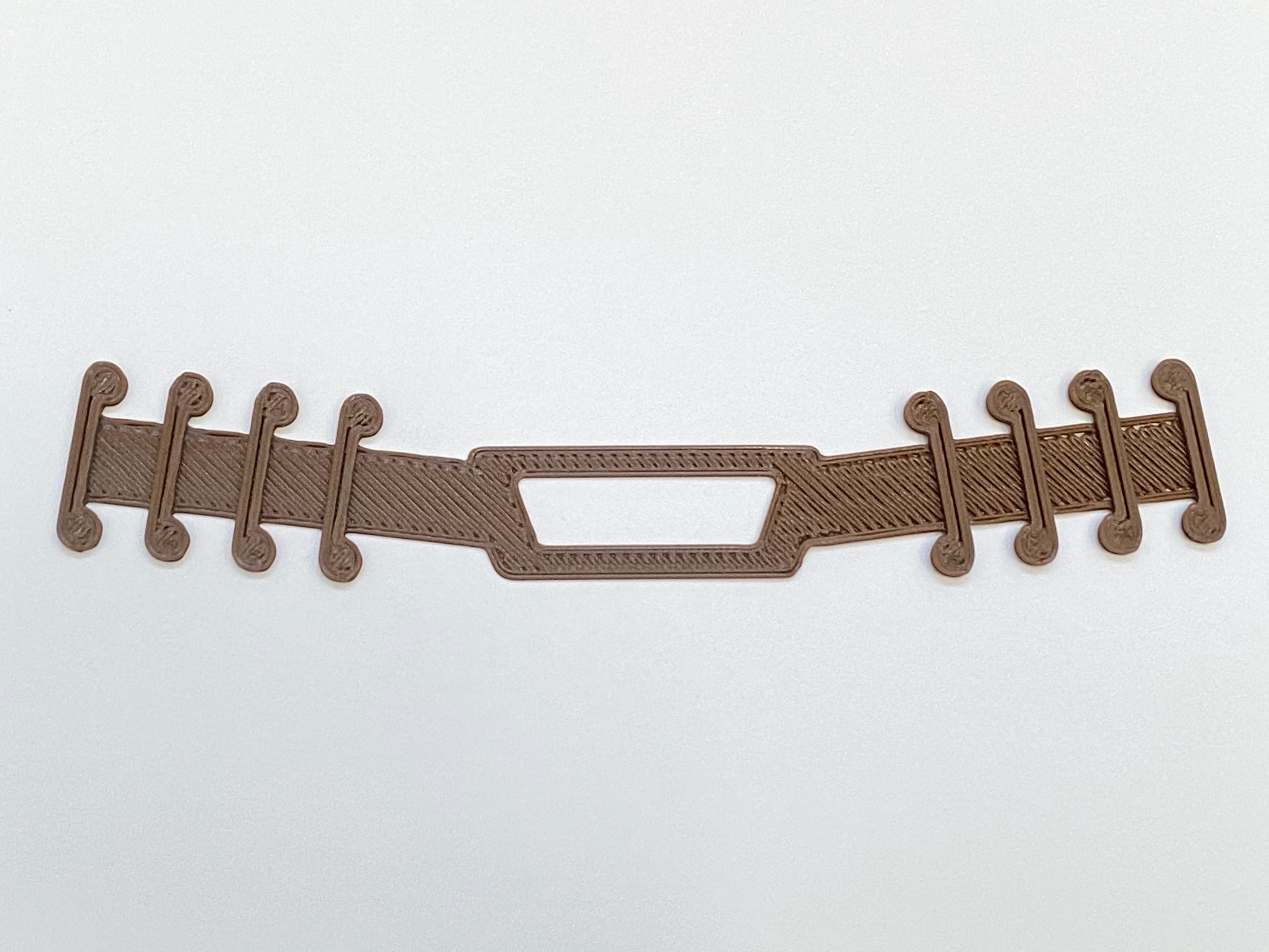
Salva-orelhas elaborado por impressão 3D

O salva-orelhas é um acessório de equipamento de protecção individual, constituído por uma faixa ajustável, que se posiciona na parte de atrás da cabeça e à qual se prendem os elásticos com que se fixam ao rosto as máscaras faciais, como as máscaras cirúrgicas.
Este dispositivo serve de apoio para os elásticos das máscaras faciais, de maneira a que estes não apliquem pressão ou rocem sobre a zona das orelhas, poupando-a de lesões pelo uso.

## Etimologia
Trata-se de um neologismo, que surge por decalque da homóloga inglesa ear-saver. A palavra ganhou especial popularidade no âmbito da pandemia da COVID-19.